# Ganderkesee
Ganderkesee er en by med godt 30.000 indbyggere beliggende omkring 10 km vest for Bremen, i den nordøstlige del af Landkreis Oldenburg i den tyske delstat Niedersachsen.

## Geografi
Ganderkesee ligger ved nordranden af Naturpark Wildeshauser Geest. Den nordligste del af kommunen ligger i Weserdalen, og er flad marsk. Syd herfor ligger de sandede, lidt højereliggende og let bakkede gestområder.
Ganderkesee kommune grænser mod øst til den kreisfri by Delmenhorst, mod nord til kommunerne Lemwerder og Berne i Landkreis Wesermarsch samt til kommunen Hude, mod vest til kommunen Hatten og mod syd til kommunerne Dötlingen og Harpstedt.

### Inddeling
I kommunen Ganderkesee ligger 25 landsbyer og bebyggelser (kaldet Bauerschaften). Ud over hovedbyen Ganderkesee er det :
| - Almsloh - Bergedorf - Bookholzberg - Bookhorn - Bürstel - Elmeloh - Falkenburg - Grüppenbühren - Habbrügge - Havekost - Heide - Hengsterholz | - Hohenböken - Holzkamp - Hoyerswege - Hoykenkamp - Immer - Neuenlande - Rethorn - Schierbrok - Schlutter - Schönemoor - Steinkimmen - Stenum |